# Новиков, Сергей Владимирович (лыжник)
Сергей Владимирович Новиков (28 августа 1980, Долинск, Сахалинская область) — российский лыжник. Трёхкратный чемпион Универсиады 2001 года, чемпион мира среди юниоров 2000 года в спринте свободным стилем. Участник трёх Олимпийских игр (2002, 2006, 2010), бронзовый призёр этапа Кубка мира 2005/06 в Отепя в классической гонке на 15 км, победитель этапа Кубка мира 2006/07 в эстафете.
Закончил Дальневосточную государственную академию физической культуры в 2001 году по специализации «лыжные гонки».